# Lonicera trichogyne
Lonicera trichogyne är en kaprifolväxtart som beskrevs av Alfred Rehder. Lonicera trichogyne ingår i släktet tryar, och familjen kaprifolväxter. Inga underarter finns listade i Catalogue of Life.